# 許普芬弗盧山
46°48′26.28″N 9°46′33.6″E / 46.8073000°N 9.776000°E

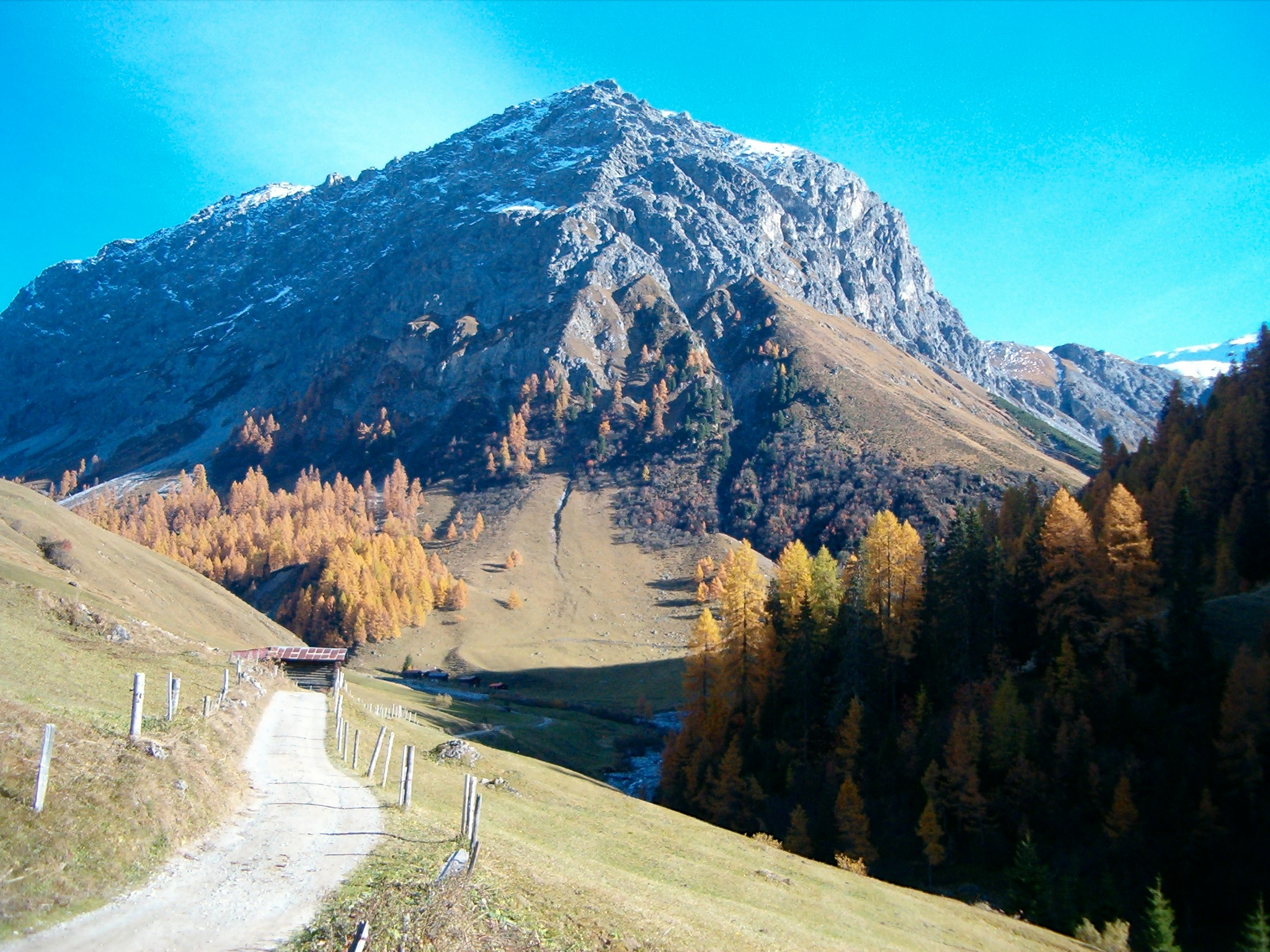

許普芬弗盧山（Chüpfenflue），是瑞士的山峰，位於該國東南部，由格勞賓登州負責管轄，屬於普萊蘇爾阿爾卑斯山脈的一部分，海拔高度2,658米，每年平均降雨量1,729毫米。